# Randy Rhoads
Randall William Rhoads, ameriški heavy metal kitarist, ki je igral pri Quiet Riotu in Ozzyju Osbournu, * 6. december 1956, Santa Monica, Kalifornija, Združene države Amerike, † 19. marec 1982, Leesburg, Florida, Združene države Amerike.
Rhoads je bil prvotno izobražen v igranju klasične kitare, katere vplive je združil s heavy metalom, kar je pomagalo izoblikovati podzvrst, pozneje znano kot neoklasični metal. S skupino Quiet Riot je sprejel črno-belo temo s pikami, ki je postala simbol skupine. Svoj vrhunec je dosegel kot kitarist v solo karieri Ozzyja Osbourna, kjer je med drugim nastopil v skladbah "Crazy Train" in "Mr. Crowley" iz albuma Blizzard of Ozz. "Crazy Train" vsebuje enega najbolj znanih kitarskih heavy metal riffov.
Umrl je v letalski nesreči na turneji z Osbournom na Floridi leta 1982. Kljub svoji kratki karieri velja za eno izmed ključnih oseb v metal glasbi. Zaslužen je za razvoj hitrega in tehničnega sloga kitarskih solov, s čimer je v veliki meri opredelil metal sceno osemdesetih letih. Pomagal je pri popularizaciji različnih kitarskih tehnik, ki so danes običajne v heavy metal glasbi, vključno z dvoročnim tappingom, dive bombs s tremolo ročico in zapletenimi vzorci lestvic, s čimer je primerljiv s svojim sodobnikom Eddiejem Van Halenom. Naročil je tudi prvotni model kitare Jackson Rhoads. Uvrščen je bil na več objavljenih seznamov »največjih kitaristov«, drugi pomembni kitaristi pa so ga navedli kot velik vpliv.
Leta 2021 je Rhoads posthumno prejel nagrado za glasbeno odličnost Hrama slavnih rokenrola.